# Moravskobudějovická kotlina
Moravskobudějovická kotlina je geomorfologický okrsek v jižní části Jaroměřické kotliny, ležící z větší části v okrese Třebíč v kraji Vysočina a z menší části v okrese Znojmo v Jihomoravském kraji.

## Poloha a sídla
Okrsek se rozkládá zhruba v prostoru mezi obcemi Ctidružice (na jihu), Martínkov (na západě), Kojetice (na severu) a Dolní Vilémovice (na severovýchodě). Uvnitř okrsku se nacházejí města Jaroměřice nad Rokytnou a Moravské Budějovice.

## Charakter území
Sníženina s plochým pahorkatinným dnem, v severovýchodní části složená z žul až syenitů třebíčsko-meziříčského masivu, zbývající část v migmatitech a pararulách moravské větve moldanubika, ostrůvky jezerních, říčních a mořských neogenních usazenin. Na rozvodích plošiny holoroviny, rozevřená údolí řek Rokytné a Jevišovky a jejich přítoků. Místy poměrně mocné tropické zvětraliny (kaolíny), při úpatí okrajových svahů jsou pedimenty. Kotlina je málo zalesněná borovými a smrkovými lesíky s dubem, převládají pole a kulturní louky, rozptýleně rybníky s mokřadními lemy.

## Geomorfologie
Okrsek Moravskobudějovická kotlina (dle značení Jaromíra Demka IIC-7C-3) náleží do celku Jevišovická pahorkatina a podcelku Jaroměřická kotlina.
Kotlina sousedí se dvěma okrsky Bítovské pahorkatiny (Vranovská pahorkatina na jihu a Dešovská pahorkatina na jihozápadě), se dvěma okrsky Brtnické vrchoviny (Zašovický hřbet a Markvartická pahorkatina na severozápadě), s jedním okrskem Jaroměřické kotliny (Stařečská pahorkatina na severu) a se čtyřmi okrsky Znojemské pahorkatiny (Hrotovická pahorkatina na severovýchodě, Myslibořický hřbet na východě a Bojanovická a Pavlická pahorkatina na jihovýchodě).

## Významné vrcholy
Nejvyšším vrcholem Moravskobudějovické kotliny je Holý kopec (579,8 m n. m.).
- Holý kopec (580 m)
- Černý kopec (537 m)
- Přední kopec (528 m)
- Kopečky (521 m)
- Na výhonu (507 m)
- Strážnice (502 m)
- Ve žlebě (468 m)
- Bílý kopec (459 m)
- Kopaniny (449 m)
- Stráž (442 m)
- Daleká (423 m)
- Hadí kopec (406 m)